# Campeonato Mundial de Natação em Piscina Curta de 2014 - 200 m peito feminino
A prova dos 200 metros nado peito feminino do Campeonato Mundial de Natação em Piscina Curta de 2014 foi disputado em 7 de dezembro no Centro Aquático Aspire Sports Complex em Doha.

## Recordes
Antes desta competição, os recordes mundiais e do campeonato nesta prova eram os seguintes:
|    | Nome                  | Nacionalidade  | Tempo   | Local      | Data                   |
| -- | --------------------- | -------------- | ------- | ---------- | ---------------------- |
| WR | Rebecca Soni          | Estados Unidos | 2:14.57 | Manchester | 18 de dezembro de 2009 |
| CR | Rikke Møller Pedersen | Dinamarca      | 2:16.08 | Istambul   | 16 de dezembro de 2012 |

## Medalhistas
| Ouro                  | Prata            | Bronze                      |
| Kanako Watanabe (JPN) | Rie Kaneto (JPN) | Rikke Møller Pedersen (DEN) |

## Resultados

### Eliminatórias
As eliminatórias ocorreram dia 7 de dezembro. 
| Colocação | Bateria | Raia | Nome                      | Nacionalidade    | Tempo   | Notas |
| --------- | ------- | ---- | ------------------------- | ---------------- | ------- | ----- |
| 1         | 4       | 4    | Kanako Watanabe           | Japão            | 2:18.45 | Q     |
| 2         | 5       | 5    | Vitalina Simonova         | Rússia           | 2:18.80 | Q     |
| 3         | 3       | 7    | Kierra Smith              | Canadá           | 2:18.95 | Q     |
| 4         | 3       | 5    | Shi Jinglin               | China            | 2:18.98 | Q     |
| 5         | 4       | 5    | Rie Kaneto                | Japão            | 2:19.16 | Q     |
| 6         | 5       | 4    | Rikke Møller Pedersen     | Dinamarca        | 2:19.24 | Q     |
| 7         | 4       | 3    | Martha McCabe             | Canadá           | 2:19.49 | Q     |
| 8         | 5       | 6    | Mariia Astashkina         | Rússia           | 2:19.71 | Q     |
| 9         | 3       | 3    | Sally Hunter              | Austrália        | 2:20.06 |       |
| 10        | 3       | 4    | Alia Atkinson             | Jamaica          | 2:20.08 |       |
| 11        | 4       | 2    | Fanny Lecluyse            | Bélgica          | 2:20.13 |       |
| 12        | 5       | 1    | Moniek Nijhuis            | Países Baixos    | 2:21.16 |       |
| 13        | 3       | 6    | He Yun                    | China            | 2:21.52 |       |
| 14        | 4       | 9    | Emma Reaney               | Estados Unidos   | 2:21.58 |       |
| 15        | 5       | 7    | Jessica Vall Montero      | Espanha          | 2:21.66 |       |
| 16        | 4       | 1    | Jenna Laukkanen           | Finlândia        | 2:22.36 |       |
| 17        | 3       | 1    | Hrafnhildur Lúthersdóttir | Islândia         | 2:22.69 |       |
| 18        | 4       | 7    | Vanessa Grimberg          | Alemanha         | 2:22.78 |       |
| 19        | 5       | 3    | Viktoria Güneş            | Turquia          | 2:22.93 |       |
| 20        | 5       | 8    | Tjaša Vozel               | Eslovênia        | 2:22.96 |       |
| 21        | 5       | 2    | Hanna Dzerkal             | Ucrânia          | 2:23.63 |       |
| 22        | 3       | 8    | Hannah Miley              | Reino Unido      | 2:23.71 |       |
| 23        | 5       | 0    | Melanie Margalis          | Estados Unidos   | 2:23.74 |       |
| 24        | 3       | 2    | Julia Sebastian           | Argentina        | 2:25.37 |       |
| 25        | 4       | 8    | Ana Radić                 | Croácia          | 2:26.44 |       |
| 26        | 5       | 9    | Emily Visagie             | África do Sul    | 2:26.65 |       |
| 27        | 2       | 4    | Jovana Bogdanović         | Sérvia           | 2:26.92 |       |
| 28        | 4       | 6    | Amit Ivry                 | Israel           | 2:26.97 |       |
| 29        | 4       | 0    | Tatjana Schoenmaker       | África do Sul    | 2:28.25 |       |
| 30        | 2       | 2    | Fanni Gyurinovics         | Hungria          | 2:29.62 |       |
| 31        | 2       | 6    | Lin Pei-wun               | Taipé Chinesa    | 2:29.73 |       |
| 32        | 3       | 0    | Dariya Talanova           | Quirguistão      | 2:33.03 |       |
| 33        | 2       | 3    | Ana Carla Carvalho        | Brasil           | 2:33.64 |       |
| 34        | 2       | 5    | Gülşen Samanci            | Turquia          | 2:34.07 |       |
| 35        | 2       | 1    | Antonia Roth              | Namíbia          | 2:34.33 |       |
| 36        | 2       | 9    | María Burgos              | Porto Rico       | 2:37.73 |       |
| 37        | 2       | 8    | Lei On Kei                | Macau            | 2:39.38 |       |
| 38        | 2       | 0    | Sofía López               | Paraguai         | 2:39.90 |       |
| 39        | 1       | 4    | Savannah Tkatchenko       | Papua-Nova Guiné | 2:40.78 |       |
| 40        | 1       | 3    | San Su Moe Theint         | Myanmar          | 2:51.56 |       |
| 41        | 1       | 6    | Bonita Imsirovic          | Botswana         | 2:55.30 |       |
| 42        | 1       | 5    | Chade Nersicio            | Curaçau          | 3:02.15 |       |
| —         | 3       | 9    | Maria Marzocchi           | Seicheles        |         | DNS   |
| —         | 2       | 7    | Daniela Lindemeier        | Namíbia          |         | DSQ   |

### Final
A final teve sua disputa realizada em 7 de dezembro. 
| Colocação         | Raia | Nome                  | Nacionalidade | Tempo   | Notas |
| ----------------- | ---- | --------------------- | ------------- | ------- | ----- |
| Medalha de ouro   | 4    | Kanako Watanabe       | Japão         | 2:16.92 |       |
| Medalha de prata  | 2    | Rie Kaneto            | Japão         | 2:17.43 |       |
| Medalha de bronze | 7    | Rikke Møller Pedersen | Dinamarca     | 2:17.83 |       |
| 4                 | 3    | Kierra Smith          | Canadá        | 2:18.30 |       |
| 5                 | 6    | Shi Jinglin           | China         | 2:18.64 |       |
| 6                 | 8    | Mariia Astashkina     | Rússia        | 2:18.95 |       |
| 7                 | 1    | Martha McCabe         | Canadá        | 2:19.17 |       |
| 8                 | 5    | Vitalina Simonova     | Rússia        | 2:19.65 |       |

Legenda
| Recorde mundial       | Recorde mundial (World record)               |                       | Recorde africano                      | Recorde africano (African) |                                           | Q | Classificado por posição (Qualified) |
| Recorde do campeonato | Recorde do campeonato (Championship record)  | Recorde da América    | Recorde da América (Americas)         | q                          | Classificado por melhor tempo (Qualified) |   |                                      |
| Melhor marca do ano   | Melhor marca do ano (World leading)          | Recorde asiático      | Recorde asiático (Asian)              | DNS                        | Não largou (Did not start)                |   |                                      |
| Recorde nacional      | Recorde nacional (National record)           | Recorde europeu       | Recorde europeu (European)            | DNF                        | Não terminou (Did not finish)             |   |                                      |
| Recorde pessoal       | Recorde pessoal do atleta (Personal best)    | Recorde da Oceania    | Recorde da Oceania (Oceania)          | DSQ / DQ                   | Desclassificado (Disqualified)            |   |                                      |
| Recorde da temporada  | Recorde da temporada do atleta (Season best) | Recorde sul-americano | Recorde sul-americano (South America) | NM                         | Sem marca (No mark)                       |   |                                      |